# 맘미시
맘미시 (mammisi) 혹은 마미시(mamisi)는 대형 신전(보통 필론 앞에)에 속해 있던 고대 이집트의 소형 부속 예배당으로, 말기 왕조 시기에 지어졌으며, 신의 탄생과 관련되어 있었다. 맘시시라는 용어는 ‘출생지’를 의미하는 고대 이집트어의 마지막 형태인 콥트어에서 전래했다. 이 용어의 사용은 프랑스 출신 이집트학자 장프랑수아 샹폴리옹 (1790–1832년)에서 비롯했다.

## 종교적 관계
이집트 삼신을 모셨던 주요 신전들은 삼신 중에 여신이 삼신 중에 아들을 낳는 모습을 담은, 페리스타일에 둘러싸인 맘미시를 통해서 완성될 수 있었다. 매년 신성한 출생을 기념받았던 삼신의 아들은 파라오와 연관되어 있었다 (신전 벽의 히에로가미 속에서도).

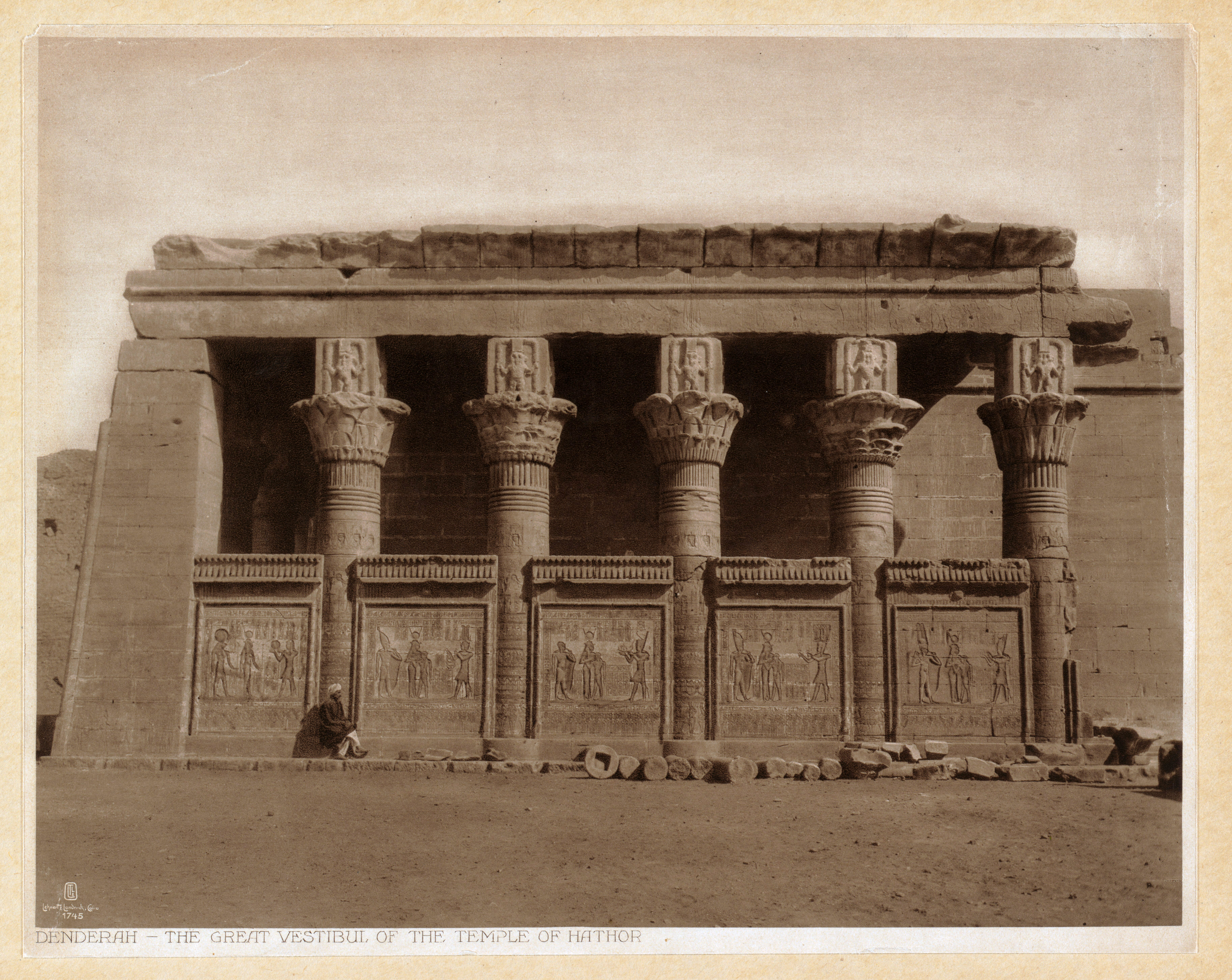
포토그라비어의 덴데라 신전 단지에 속해 있던 로마시대의 맘미시

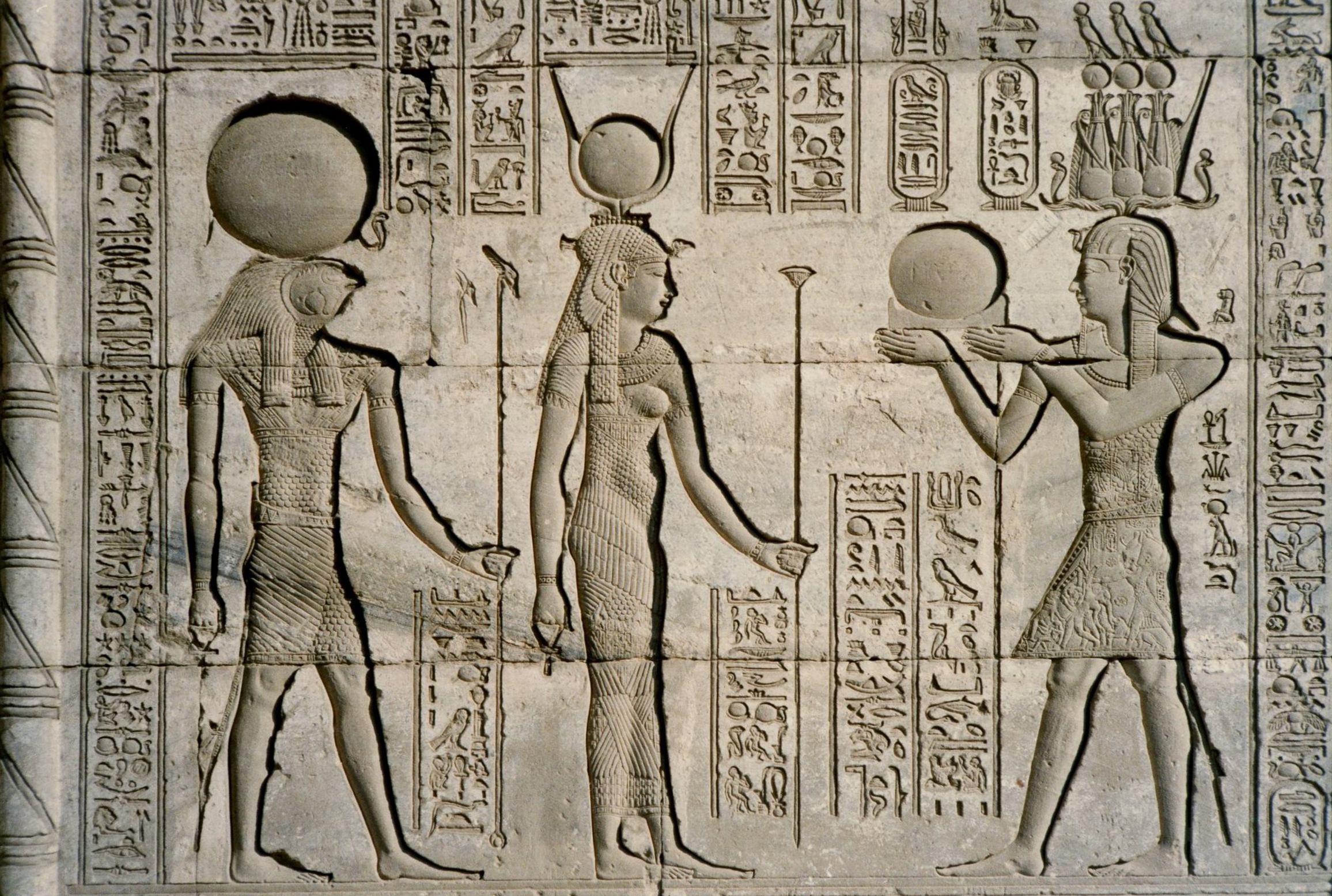
덴데라의 로마 맘미시 속에 라, 하토르, 로마 황제 트라야누스 (재위: 서기 98-117년)의 부조

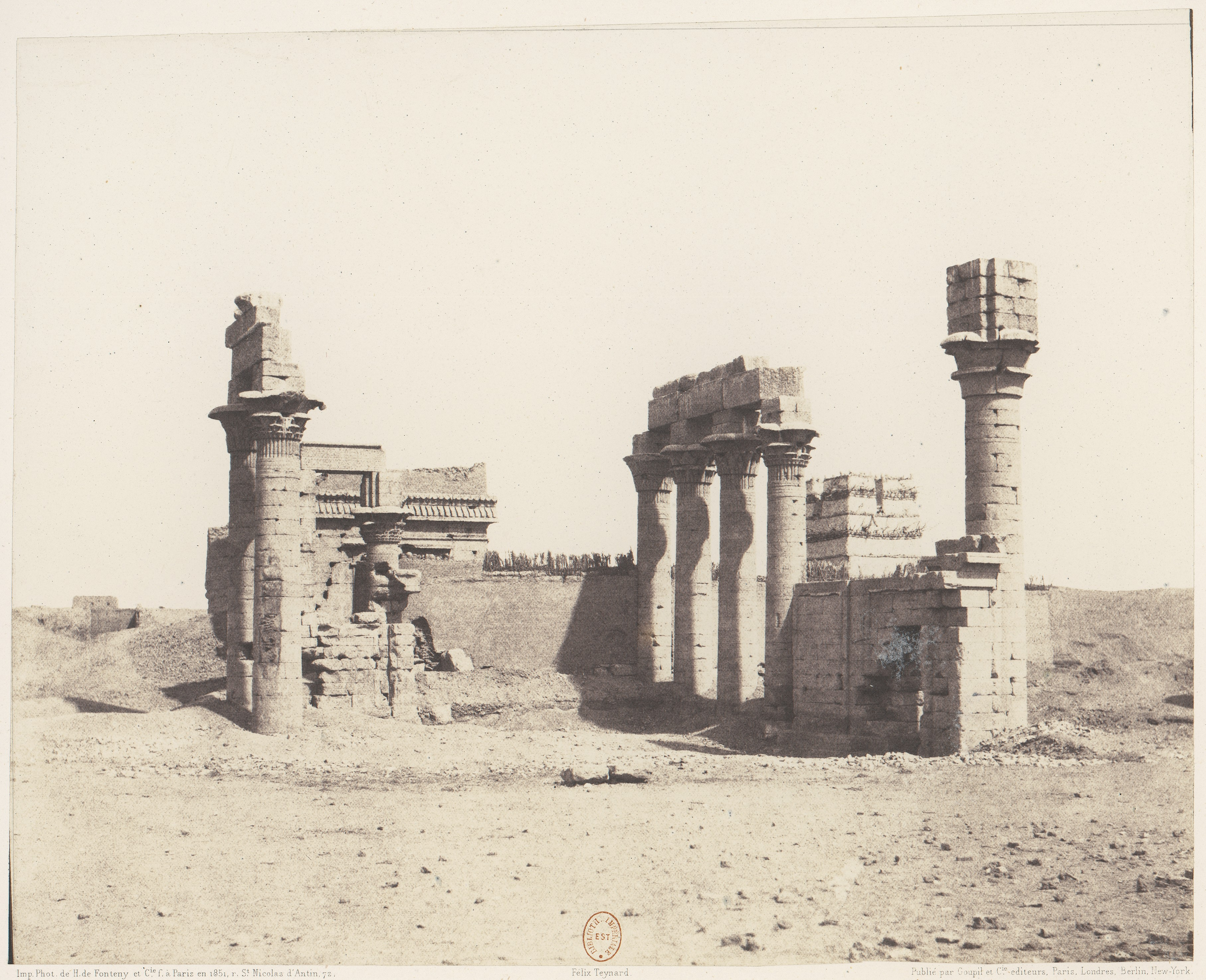
아르만트에 있는 몬수 신전의 유적으로, 클레오파트라 7세가 아들인 카이사리온에게 헌정한 맘미시의 모습이 있다

분만을 관장하던 타와레트, 라에타위, 일곱 하토르 등이 특히 맘미시에서 숭배되었지만, 베스, 크눔, 오시리스 등이 다산의 신들로 언급되는 내용을 발견하는 것 역시도 똑같이 흔했다. 따라서 맘미시는 신의 탄생 신화와 신의 영겁회귀 행위를 건축학적 해석이 이뤄진 것이다. 말기 왕조 말부터, 맘미시는 왕권의 부흥의 모습을 보여주었는데 로마 황제들을 포함해서 각 이집트 왕조들은 이집트의 대성소의 심장부에서 왕권을 확고히 하기 하려 했을 것이다.

## 유명 맘미시
| 신전 단지                | 봉헌                                                          |
| ------------------------ | ------------------------------------------------------------- |
| 덴데라 (1)               | "이시스의 아들 호루스", 하르시에세의 탄생                     |
| 덴데라(2)                | ’호루스와 하토르의 아들’, 이히의 탄생                         |
| 필라이                   | ‘어린 호루스’, 하포크라테스의 탄생                            |
| 콤 옴보                  | ’두 땅의 군주, 어린 호루스’, 판넵타이의 탄생                  |
| 에드푸                   | ‘두 땅을 통일하는 자 호루스’, 하르솜투스의 탄생               |
| 에스나                   | 크눔과 네이트의 아들, 헤카의 탄생                             |
| 아트리비스               | 민과 레피트의 아들, 콜란테스의 아들                           |
| 아르만트 (1)             | ‘태양의 호루스’, 하프레의 탄생                                |
| 아르만트 (2)             | 클레오파트라 7세와 율리우스 카이사르의 아들 카이사리온의 탄생 |
| 켈리스 (다클라 오아시스) | 투투                                                          |
| 엘 캅                    | 네크베트 - 하토르                                             |

## 덴데라
덴데라, 에드푸, 콤 옴보, 필라이, 엘 카브, 아트리비스, 아르만트, 다클라 오아시스 등지에 현존하는 가장 중요한 예시들은 프톨레마이오스와 로마 시절의 것들이지만 덴데라에 있는 하나는 이집트의 마지막 현지인 지배자 중 하나인 제30 왕조의 파라오 넥타네보 1세 (재위: 기원전 379/378–361/360년)의 것으로 추정한다. 파라오 프톨레마이오스 6세 필로메토르 (재위: 기원전 181–145년)가 도입한 하이포스타일과 프톨레마이오스 10세 알렉산드로스 1세 (재위: 기원전 110–88년)가 도입한 페리스타일이 더해진, 맘미시는 하르시에세 (‘이시스의 아들 호루스’)에게 헌정된 것이었다. 이 제30 왕조의 건축 계획은 그 후로도 그리스-로마 통치자들에 의해서 이집트 내 중요 성지들 일부에서 반복되었다.
덴데라 신전 단지에 속한 보다 이른 시기의 것이며, 유명한 로마 시대의 맘미시는 아우구스투스가 이집트 정복을 하자마자 (기원전 31년), 지은 것이다. 맘미시의 벽화는 하토르를 위해 의식 행위를 하는 아우구스투스의 먼 후임자인 트라야누스를 보여주며 이집트에서 가장 아름다운 벽화로 손꼽힌다. 이 맘미시는 하토르와 그녀의 자녀 이히에게 봉납된 것이었다. 주두 위에 아바쿠스는 출산의 수호신으로서의 베스를 나타낸 것이다.

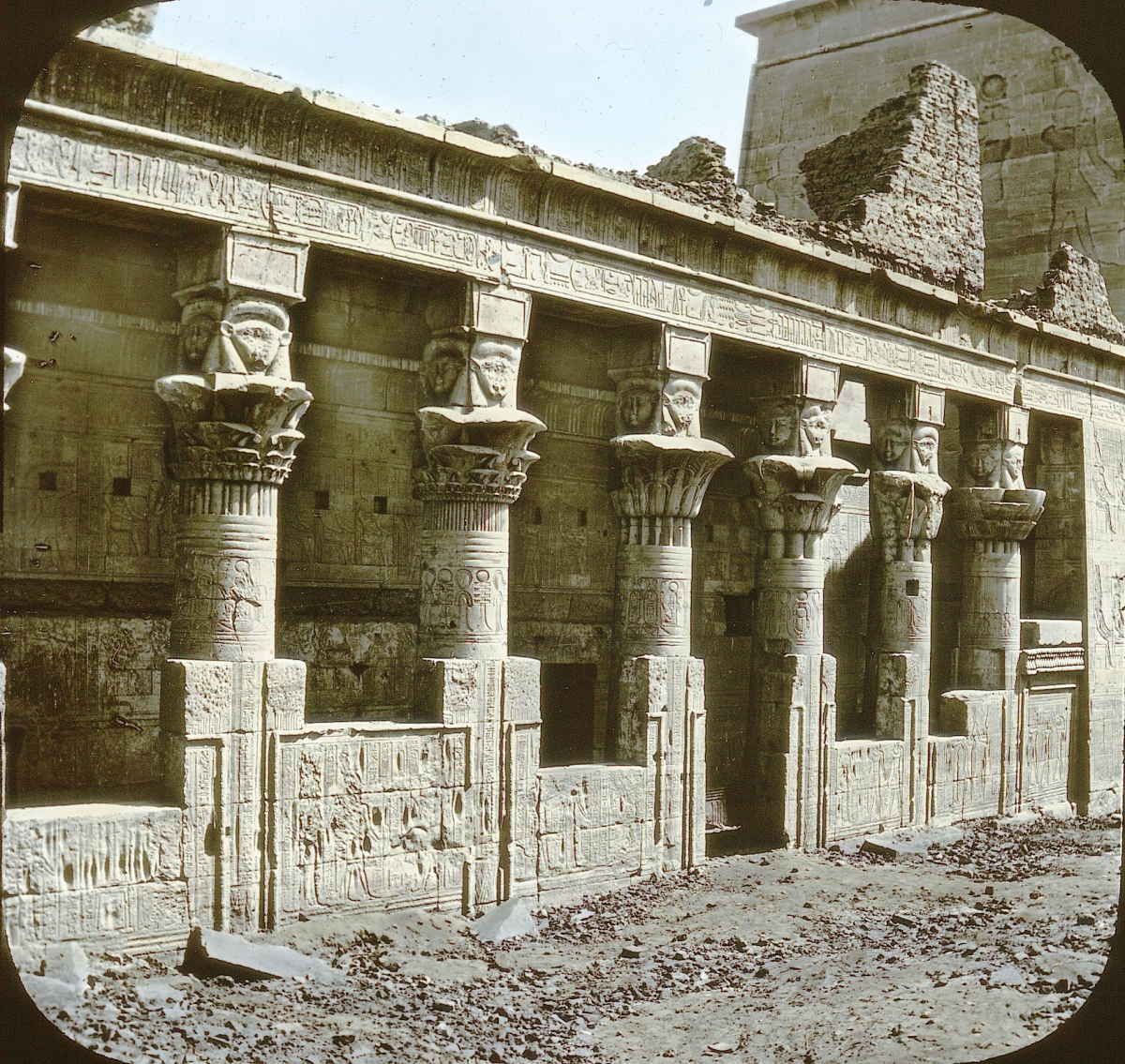
여러 프톨레마이오스 왕조의 파라오들이 지은 필라이의 맘미시 유적지.
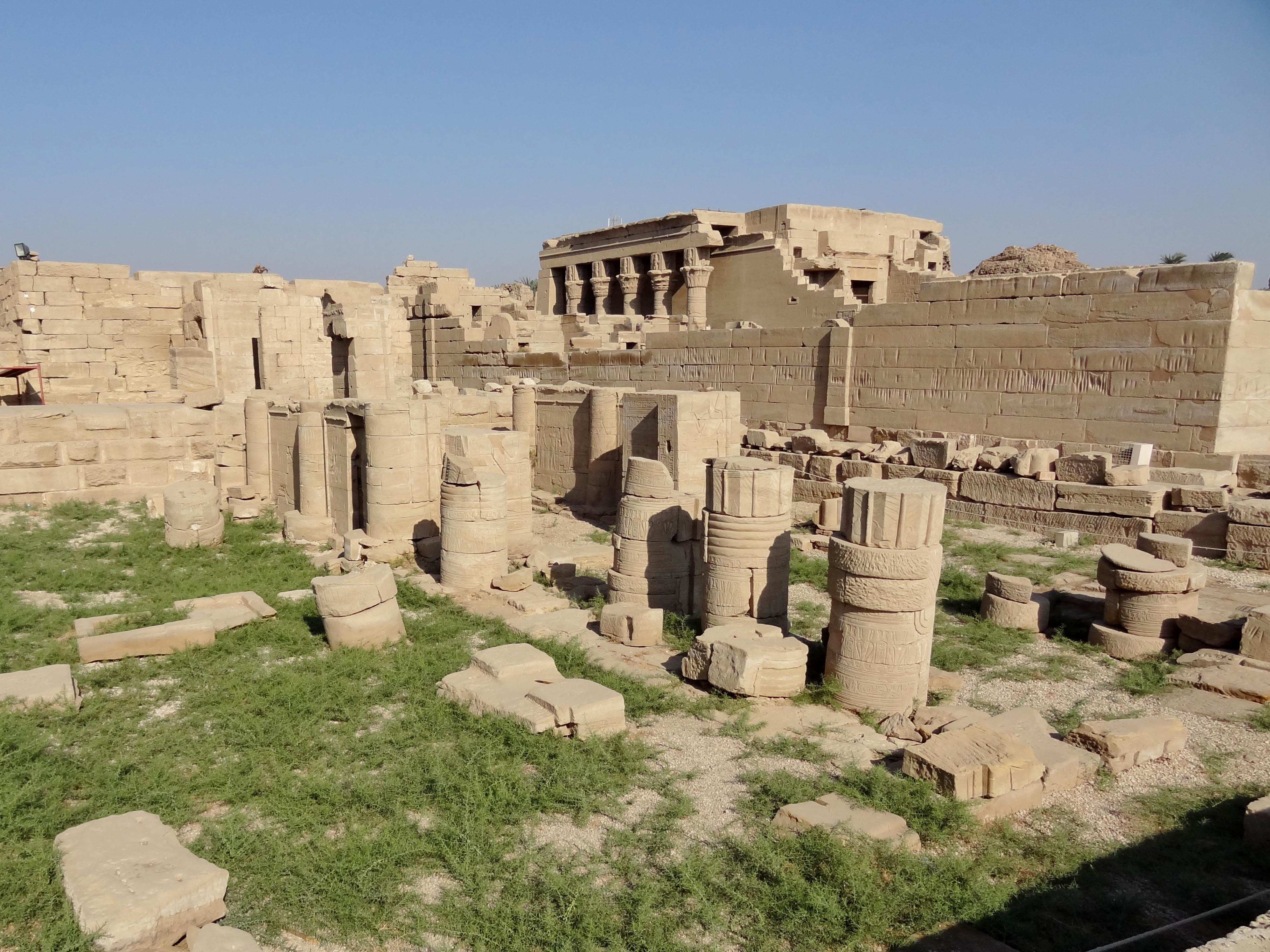
마지막 토착 파라오 중 한 명인 넥타네보 1세(기원전 379/378–361/360년)가 지은 덴데라 맘미시의 유적지.
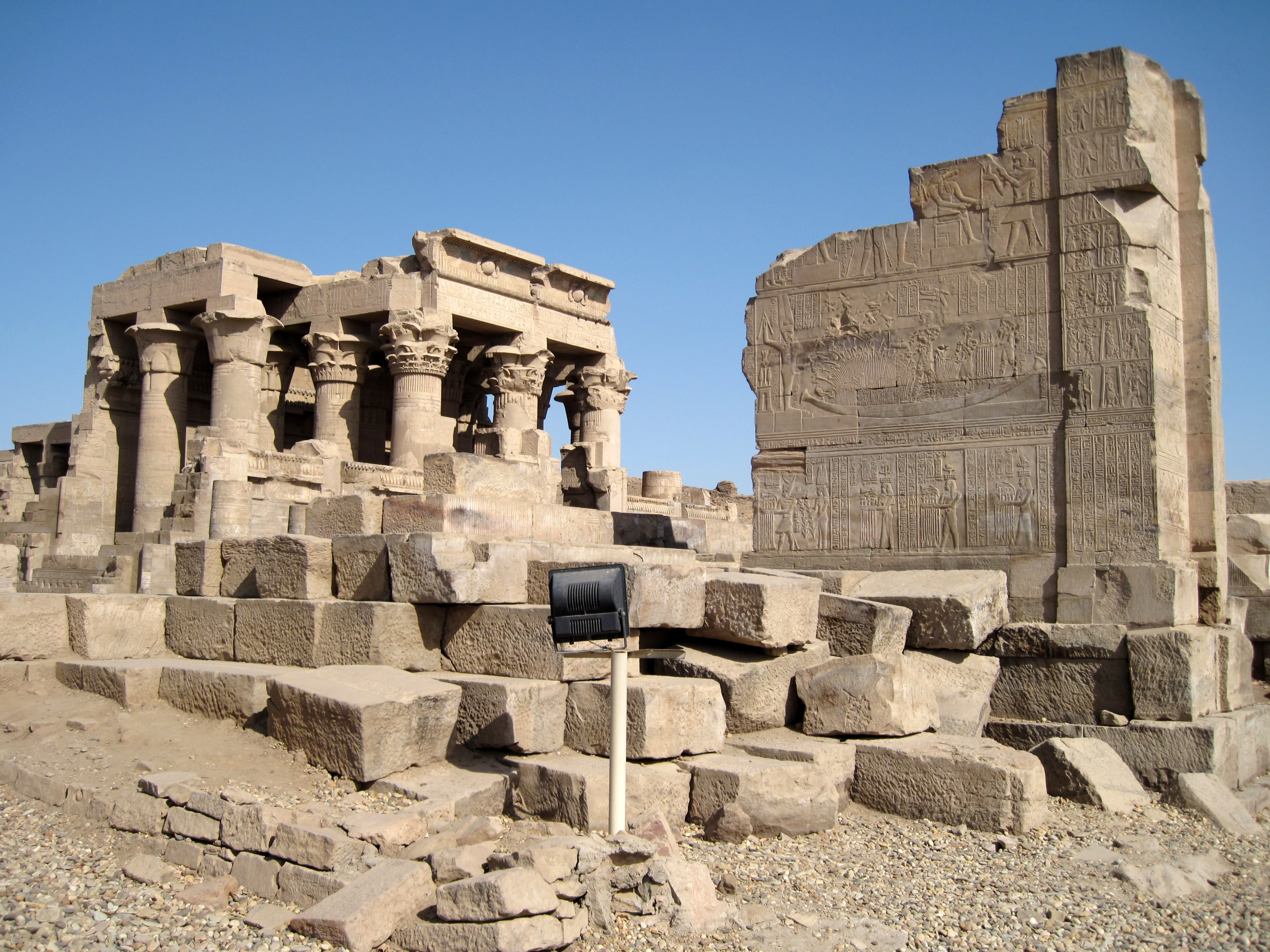
프톨레마이오스 8세 피스콘 (기원전 2세기)이 지은 콤 옴보의 맘미시 유적지.
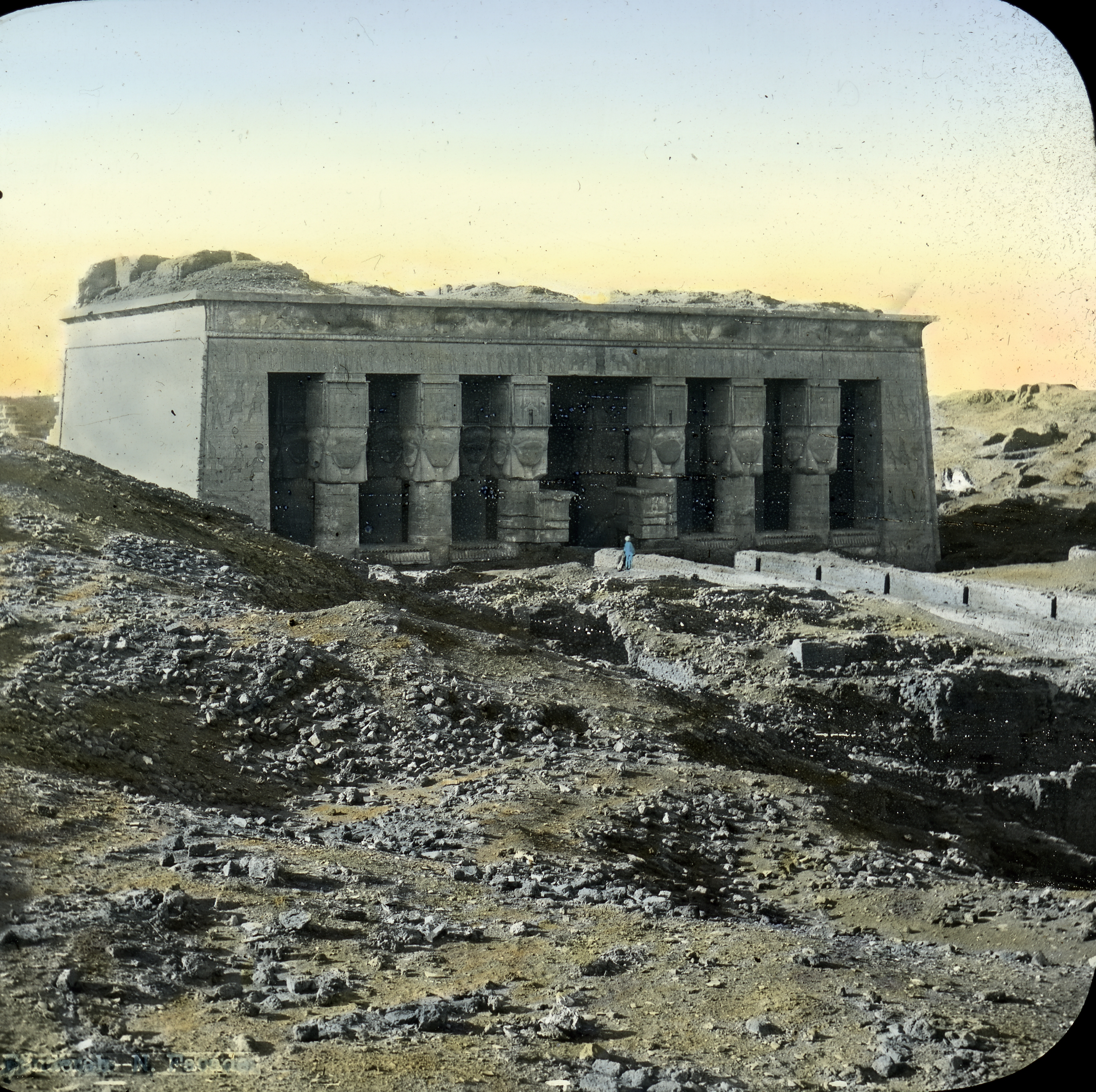
여러 로마 황제들이 지은 덴데라의 맘미시 유적지
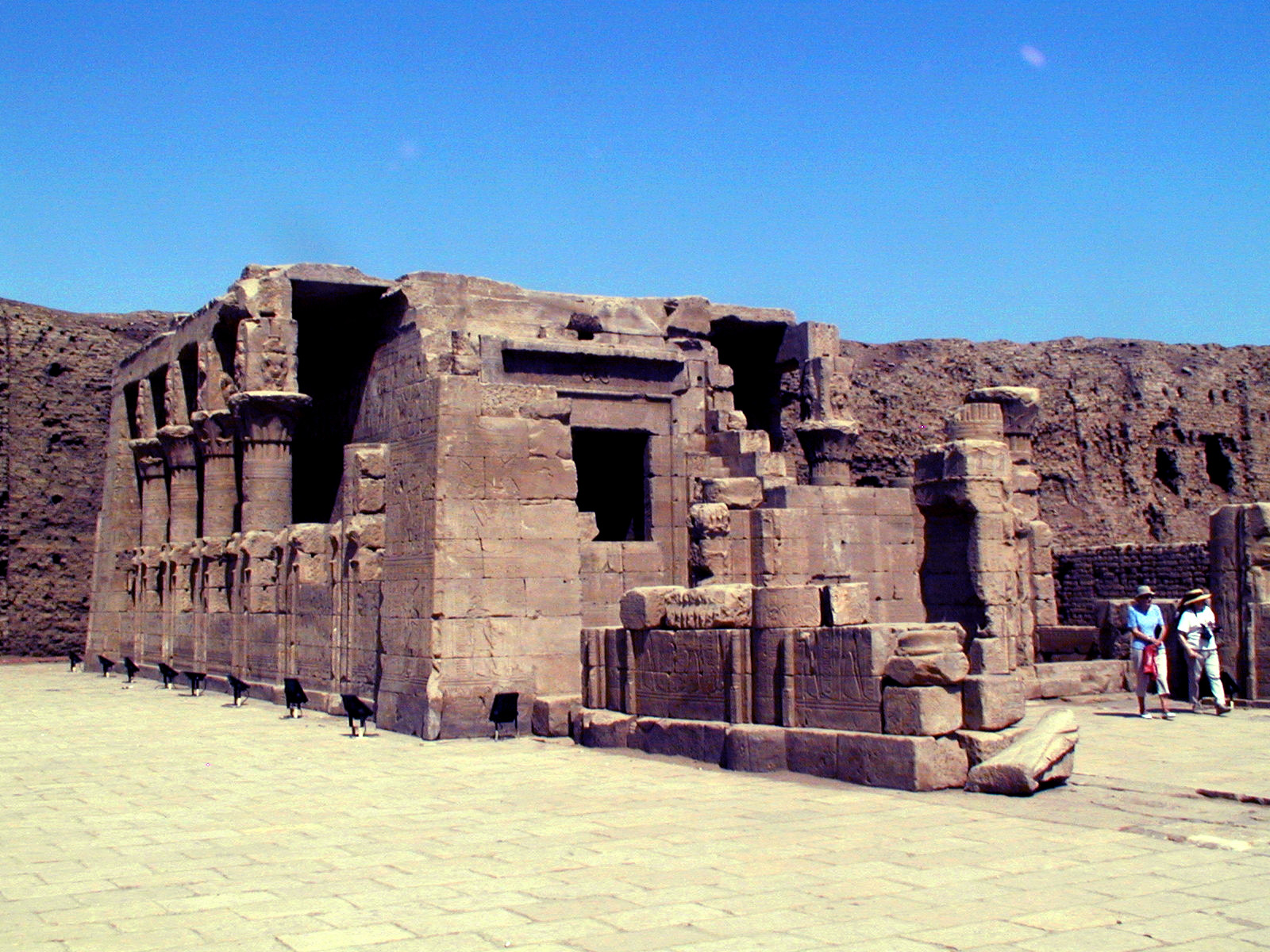
여러 프톨레마이오스와 로마의 통치자 들이 지은 에드푸의 맘미시 유적지.

## 추가 참고 서적
- Alexander Badawy: The Architectural Symbolism of the Mammisi-Chapels in Egypt. In: Chronique d'Égypte. Vol. 38, 1933, p. 87–90.
- Ludwig Borchardt: Ägyptische Tempel mit Umgang. Cairo 1938.
- François Daumas: Les mammisis des temples égyptiens. Paris 1958.
- Francois Daumas: Geburtshaus, in: Lexikon der Ägyptologie. Vol. II, p. 462–475.
- Sandra Sandri: Har-Pa-Chered (Harpokrates): Die Genese eines ägyptischen Götterkindes. Peeters, Leuven 2006, ISBN 90-429-1761-X.
- Daniela Rutica: Kleopatras vergessener Tempel. Das Geburtshaus von Kleopatra VII. in Hermonthis. Eine Rekonstruktion der Dekoration (= Göttinger Miszellen. Occasional Studies Vol. 1). Georg-August-Universität Göttingen, Seminar für Ägyptologie und Koptologie, Göttingen 2015, ISBN 978-3-9817438-0-7.